# 페르시아밭쥐
페르시아밭쥐(Microtus irani)는 밭쥐속에 속하는 설치류의 일종이다. 이란과 이라크, 요르단, 레바논, 시리아, 터키, 투르크메니스탄에서 발견된다.